# Valkhofbunker
De Valkhofbunker is een monumentaal gebouw in Nijmegen. Het bevindt zich op het hoogste uitkijkpunt van het Valkhofpark. De Valkhofbunker was tijdens de Tweede Wereldoorlog eigendom van de Duitse bezetters en is in 2014 uitgegraven en gerenoveerd door de Stichting Valkhofbunker.

## Geschiedenis
Vanuit de bunker kan er uitgekeken worden op de Ooij en op de andere kant van de Waalbrug. De bunker was tijdens de Tweede Wereldoorlog eigendom van de Duitse bezetters in Nijmegen, samen met drie andere mitrailleurbunkers die in 1943 zijn gebouwd. De bunkers Oost en Zuid zijn verwoest na de oorlog maar bunker Noord is altijd blijven staan. De bunker wordt als mitrailleurbunker A teruggevonden in verschillende bronnen in het Nijmeegse archief. Rond deze bunkers is hevige strijd gevoerd en het Valkhofpark waar de bunker zich lokaliseert, werd uiteindelijk op 20 september 1944 bevrijd.

## Valkhofbunker gerenoveerd
De bunker heeft lange tijd ongemerkt in het Valkhofpark onder de oppervlakte heeft gelegen; pas in 2014 werd duidelijk dat er een intacte bunker onder de grond zat. Vrijwilligers uit Nijmegen en omstreken richtten de ‘’Stichting Valkhofbunker’’ op om geld voor de renovatie in te zamelen. Het doel van de organisatie was niet alleen het openstellen van de bunker voor het publiek maar ook om er een monument van maken. Hierdoor kan de geschiedenis van Nijmegen en de rol van Nijmegen tijdens de Tweede Wereldoorlog beter worden verteld. De bunker is na blootlegging en renovatie op 20 september 2016 weer opengesteld voor het publiek.

## Functie Valkhofbunker
De bunker kan onder begeleiding worden bezocht. Aan de hand van objecten uit de Tweede Wereldoorlog wordt de bezoekers uitleg geven over Nijmegen tijdens de oorlogsjaren. Bij een bezoek in de bunker wordt er precies getoond hoe de Duitsers er ooit gezeten hebben, maar ook wat de geallieerden doormaakten tijdens Operatie Market Garden. Daarnaast wordt er informatie gegeven over het verzet tijdens de oorlog en hoe de Nijmegenaren de oorlog zelf hebben beleefd door waargebeurde verhalen te vertellen. Hierdoor is de Valkhofbunker niet alleen een gedenkplek aan de Tweede Wereldoorlog, maar ook een museum.

## Valkhofpark
Bijzonder aan dit monument is dat het deel uitmaakt van het Valkhof, een locatie waar al ruim 2000 jaar lang sprake is van menselijke activiteiten. Doordat deze bunker is blootgelegd zijn er maar liefst 2.737 relevante archeologische vondsten gedaan, wat verder onderzoek heeft ondersteund.